# Зона Центар у фудбалу
Зона Центар је једна од укупно дванаест зонских лига у фудбалу. Зонске лиге су четврти ниво лигашких фудбалских такмичења у Србији. Лига је формирана 2019. године, приликом реорганизације такмичења четвртог ранга на територији Фудбласког савеза региона Источне Србије. Поводом реорганизације све четири зоне, од сезоне 2024/25. лига у првој сезони броји 12 клубова, 6 из Нишавског округа, 6 из Нишког округа. Виши степен такмичења је Српска лига Исток, а нижи су окружне лиге — Нишавска и Прва Нишка. Првак лиге иде директно у Српску лигу Исток.

## Победници свих првенстава
| Сезона   | Бр. клуб. | Првак                | Бодови | Вицепрвак                         | Бодови |
| 2019/20. | 16        | Младост, Медошевац   | 41     | Наша крила 1936, Белотинац        | 35     |
| 2020/21. | 14        | Брзи Брод, Брзи Брод | 62     | Јединство, Горњи Матејевац        | 58     |
| 2021/22. | 16        | Цар Константин, Ниш  | 83     | Синђелић, Ниш                     | 73     |
| 2022/23. | 16        | ОФК Синђелић, Ниш    | 86     | ФК Морава Житковац, Житковац, Ниш | 51     |
| 2023/24. | 16        | ОФК Брзи Брод, Ниш   | 70     | ФК Наша крила, Белотинац, Ниш     | 65     |

## Клубови у сезони 2024/25.
| Клуб                     | Место              |
| ------------------------ | ------------------ |
| Јединство                | Горњи Матејевац    |
| Сврљиг                   | Сврљиг             |
| Младост                  | Батушинац          |
| Младост                  | Медошевац          |
| ФК Палилулац             | Ниш                |
| Наша крила 1936          | Белотинац          |
| ФК Рудар 2016            | Алексиначки Рудник |
| ОФК Ниш                  | Ниш                |
| Пуковац                  | Пуковац            |
| ФК Земљорадник           | Балајнац           |
| ФК Пролетер Доња Врежина | Ниш                |
| Цар Константин           | Ниш                |